# Cirkus. The Young Persons’ Guide to King Crimson Live
Cirkus. The Young Persons’ Guide to King Crimson Live – podwójny, koncertowy album grupy King Crimson prezentujący wybór nagrań utworów w wersji na żywo z lat 1969–1998. Album ten jest przeglądem koncertowych nagrań grupy z tego okresu. Nagrania pochodzą ze wszystkich okresów historii zespołu do roku 1998 i wykonywane są przez praktycznie wszystkie koncertowe składy King Crimson. Jako okładkę albumu wykorzystano obraz P.J. Crook. Mastering wykonali David Singleton i Robert Fripp.

## Spis utworów

### Dysk 1. Neon Heat Disease 1984–1998
Informacje według Discogs:
| 1.  | Dinosaur – (Belew/Fripp/Levin/Bruford/Gunn/Mastelotto)         | 5:05    |
|     |                                                                |         |
| 2.  | Thela Hun–Ginjeet – (Belew/Fripp/Levin/Bruford)                | 5:17    |
|     |                                                                |         |
| 3.  | Red – (Fripp)                                                  | 6:10    |
|     |                                                                |         |
| 4.  | B'Boom – (Belew/Fripp/Levin/Bruford/Gunn/Mastelotto)           | 4:54    |
|     |                                                                |         |
| 5.  | THRAK – (Belew/Fripp/Levin/Bruford/Gunn/Mastelotto)            | 1:04    |
|     |                                                                |         |
| 6.  | 1 ii 2 – (Fripp/Gunn/Levin/Bruford)                            | 2:43    |
|     |                                                                |         |
| 7.  | Neurotica – (Belew/Fripp/Levin/Bruford)                        | 3:43    |
|     |                                                                |         |
| 8.  | Indiscipline – (Belew/Fripp/Levin/Bruford)                     | 6:40    |
|     |                                                                |         |
| 9.  | VROOOM VROOOM – (Belew/Fripp/Levin/Bruford/Gunn/Mastelotto)    | 4:42    |
|     |                                                                |         |
| 10. | Coda: Marine 475 – (Belew/Fripp/Levin/Bruford/Gunn/Mastelotto) | 2:38    |
|     |                                                                |         |
| 11. | Deception of the Thrush – (Belew/Fripp/Gunn)                   | 6:05    |
|     |                                                                |         |
| 12. | Heavy ConstruKction – (Belew/Fripp/Gunn)                       | 3:52    |
|     |                                                                |         |
| 13. | Three of a Perfect Pair – (Belew/Fripp/Levin/Bruford)          | 4:23    |
|     |                                                                |         |
| 14. | Sleepless (Belew/Fripp/Levin/Bruford)                          | 6:10    |
|     |                                                                |         |
| 15. | Elephant Talk – (Belew/Fripp/Levin/Bruford)                    | 4:36    |
|     |                                                                |         |
|     |                                                                | 1:08:02 |
|     |                                                                |         |
- Utwory 1, 3, 4, 5, 7, 9 i 10 nagrane w Teatro Metropólitan, miasto Meksyk, 2-4 sierpnia 1996
- Utwory 2, 13 i 14 nagrane w  Spectrum, Montreal, Kanada 11 lipca 1984
- Utwory 8 i 15 nagrano w Nakano Sun Plaza, Tokio, 5, 6 października 1995
- Utwór 6  nagrano w Jazz Cafe, Londyn, 1 grudnia 1997
- Utwory 11, 12 nagrano w Pearl Street, Northampton, Massachusetts, 1 lipca 1998

### Dysk 2. Fractured 1969–1996
Informacje według Discogs:
| 1.  | 21st Century Schizoid Man – (Fripp/Lake/McDonald/Giles/Sinfield) | 9:26    |
|     |                                                                  |         |
| 2.  | Ladies of the Road – (Fripp/Sinfield)                            | 6:00    |
|     |                                                                  |         |
| 3.  | A Man a City – (Fripp/Lake/McDonald/Giles/Sinfield)              | 10:00   |
|     |                                                                  |         |
| 4.  | In the Court of the Crimson King – ('McDonald/Sinfield)          | 6:50    |
|     |                                                                  |         |
| 5.  | Fracture – (Fripp)                                               | 11:04   |
|     |                                                                  |         |
| 6.  | Easy Money – (Fripp/Wetton/Palmer-James)                         | 6:12    |
|     |                                                                  |         |
| 7.  | Improv: Besançon –(Cross/Fripp/Wetton/Bruford)                   | 1:37    |
|     |                                                                  |         |
| 8.  | The Talking Drum – (Cross/Fripp/Wetton/Bruford/Muir)             | 6:25    |
|     |                                                                  |         |
| 9.  | Larks’ Tongues in Aspic (Part II) – (Fripp)                      | 6:29    |
|     |                                                                  |         |
| 10. | Starless – (Cross/Fripp/Wetton/Bruford/Palmer-James)             | 12:07   |
|     |                                                                  |         |
|     |                                                                  | 1:16:10 |
|     |                                                                  |         |
- Utwór 1 nagrany w Baseball Park w Jacksonville, Floryda, 26 lutego 1972
- Utwór 2 nagrany w Kemp Coliseum w Orlando Floryda, 27 lutego 1972
- Utwory 3 i 4 nagrane w Fillmore West w San Francisco, Kalifornia, 15 grudnia 1969
- Utwory 6 i 8 nagrane w Concertgebouw w Amsterdamie, 23 listopada 1973
- Utwór 7 nagrany w Palais Du Sport, Besançon, Francja 25 marca 1974
- Utwór 5 nagrany w Massey Hall w Toronto, Kanada 24 czerwca 1974
- Utwór 10 nagrany w Stanley Warner Theatre w Pittsburghu, Pensylwania, 29 kwietnia 1974
- Utwór 9 nagrany w Teatro Metropólitan, miasto Meksyk, Meksyk 2-4 sierpnia 1996

### Opis płyty
Dodatkowe informacje:
- 15 utworów (z 25) nie było dotąd publikowanych
- Opracowanie wkładki – Hugh O’Donnell
- CD z partią dla PC i Mac – bogato ilustrowana i detaliczna historia King Crimson opracowana przez Roberta Frippa

### Muzycy
Dysk 1:
- Robert Fripp – gitara
- Adrian Belew – gitara; V-drums (11, 12); wokal (oprócz 6)
- Trey Gunn – gitara (oprócz 2, 13, 15)
- Tony Levin – gitara basowa i stick (oprócz 11, 12)
- Bill Bruford – perkusja (oprócz 11, 12)
- Pat Mastelotto: perkusja (oprócz 2, 6, 11, 12, 13, 15)

Dysk 2:
- Robert Fripp – gitara, melotron
- Mel Collins – saksofony i flet (1, 2)
- Boz Burrell – gitara basowa, główny wokal (1, 2)
- Ian Wallace – perkusja (1, 2)
- Ian McDonald – saksofon, flet, melotron, wokal (3, 4)
- Greg Lake – gitara basowa, główny wokal (3, 4)
- Michael Giles – perkusja, instrumenty perkusyjne, wokal (3, 4)
- David Cross – skrzypce, melotron (5-8, 10)
- John Wetton – gitara basowa, główny wokal (5-8, 10)
- Bill Bruford – perkusja, instrumenty perkusyjne (5-10)
- Adrian Belew – gitara, wokal (9)
- Trey Gunn – gitara (9)
- Tony Levin – gitara basowa, stick (9)
- Pat Mastelotto – perkusja, instrumenty perkusyjne (9)